# Kondominat
Et kondominat er i international ret et politisk landområde, som to eller flere suveræne stater formelt er enige om at dele magten over uden at opdele det i 'nationale' zoner.
Skønt der altid har været enighed om, at et kondominat er en teoretisk mulighed, har der i praksis kun sjældent eksisteret kondominater. Et stort problem og sikkert grunden til, at der har eksisteret så få, er problemet ved at sikre samarbejdet mellem de suveræne magter. Når den gensidige forståelse ophører, er der en tendens til, at man glemmer områdets status.

## Eksisterende kondominater
I nutiden findes følgende kondominater:
- Mosel-floden med dens bifloder Sauer og Our udgør et kondominat mellem Luxembourg og Tyskland, der er fælles om broerne og i hvert fald spidsen af en ø (nær Schengen). Kondominatet blev dannet ved en aftale i 1816.
- Fasanøen i floden Bidasoa deles mellem Frankrig og Spanien. Det blev besluttet ved Pyrenæerfreden i 1659.
- Et lille område på den Arabiske Halvø styres i fællesskab mellem Oman og Emirat-staten Ajman.
- Et område i Fonsecagolfen og havet ud for dens munding udgør et kondominat mellem El Salvador, Nicaragua og Honduras.
- Størstedelen af Bodensøen (fraregnet øerne) opfattes af Østrig som et kondominat mellem dette land samt Schweiz og Tyskland. Disse to lande er dog uenige i den opfattelse.
- Det stykke af Paraná-floden, der ligger mellem Salto Grande de Sete Quedas og udmundingen af Iguazu heri deles i et kondominat mellem Brasilien og Paraguay.
- Iran har foreslået, at det Kaspiske Hav skulle blive et kondominat mellem Rusland, Aserbajdsjan, Iran, Turkmenistan og Kasakhstan, men dette er ikke blevet til virkelighed.
- En del af Tumen-floden rapporteres at være et kondominat mellem Kina og Nordkorea. Der er tale om den del, der støder op til det sted, hvor de to lande støder op til Rusland.
- Brčko i Bosnien-Hercegovina er et kondominat mellem Føderationen af Bosnien og Hercegovina og Republika Srpska, som er de to dele, landet opdeles i.

## Forhenværende kondominater
I historien har der eksisteret flere andre kondominater:
- I 688 kom Justinian 2., kejser af det Byzantinske Rige, og den arabiske kalif Abd al-Malik ibn Marwan frem til en hidtil uhørt aftale om at etablere et kondominat over Cypern, hvor de indsamlede skatter blev samlet og delt lige mellem de to parter. Kondominatet eksisterede i omkring 300 år på trods af, at der i samme periode nærmest konstant var krigstilstand mellem de to lande på fastlandet.
- Engelsk-egyptisk Sudan var juridisk set et kondominat mellem Egypten og Storbritannien i perioden 1899-1956. Systemet blev ikke accepteret af hverken egyptiske eller sudanesiske nationalister og blev senere fornægtet af den egyptiske regering, men det blev opretholdt på grund af den stramme britiske kontrol over selve Egypten, som var blevet effektiv fra 1882.
- Bosnien og Hercegovina var et kondominat i perioden 1908-18 mellem Cisleithanien (Østrig) og Ungarn, mens de begge var dele af Østrig-Ungarn.
- Den Uafhængige Stat Kroatien, som eksisterede under anden verdenskrig, var et kondominat mellem Nazityskland og det fascistiske Italien fra 1941, til det fascistiske Italien kollapsede i 1943.[1]
- Canton og Enderbery-øerne var et britisk-amerikansk kondominat mellem 1939 og 1979, hvor de blev en del af Kiribati.
- Couto Misto blev delt mellem Spanien og Portugal frem til 1864; dog var området i de sidste årtier de facto selvstændigt.
- Frisland (Vestfrisland), der indtil 1165 var under kejserlig administration, var i perioden 1165-1493 som et kondominat delt mellem greven af Holland og fyrstbiskoppen af Utrecht. Fra 1555 var det igen under kejserligt herredømme.
- Byen Erfurt blev fra det 12. århundrede til trediveårskrigen (1618-48) delt mellem ærkebispedømmet i Mainz og greverne af Gleichen, sidstnævnte udskiftet med byrådet i 1289 (Concordata Gebhardi), med landgreven af Thüringen i 1327 og huset Wettin i 1483 (ifølge Weimar-aftalen).
- Fristaden Kraków var et protektorat under Preussen, Østrig og Rusland i perioden 1815-46, hvor den blev annekteret af Østrig.
- Maastricht var gennem fem århundreder til 1794 et kondominat som blev delt mellem fyrstbiskoppen af Liège og hertugdømmet Brabant, sidstnævnte erstattet af de Forenede Nederlande i 1632.
- Nauru var et kondominat mellem Australien, New Zealand og Storbritannien 1923-42 og fra 1947 til nationens selvstændighed i 1968.
- Landsbyen Nenning var et kondominat mellem bispedømmet Trier, hertugdømmet Lorraine og Luxembourg, til det blev annekteret af den Første franske republik i 1794.
- Moresnet var et neutralt område, der i perioden 1816-1919 blev delt som kondominat mellem Nederlandene (senere Belgien) og Preussen.
- Ny Hebriderne udgjorde et fransk-britisk kondominat i perioden 1906-80, hvor øgruppen blev selvstændig under navnet Vanuatu.
- Norddobruja blev delt som kondominat mellem aksemagterne Tyskland, Østrig og Bulgarien under første verdenskrig.[2]
- Oregonterritoriet var en britisk-amerikansk kondominat i perioden 1818-46.
- Sakhalinøen ud for Sibiriens stillehavskyst var fra 1855 et kondominat mellem Rusland og Japan som et led i Shimoda-aftalen. Aftalen foreskrev, at russere kunne bosætte sig på den nordlige del af øen, mens japanere kunne bosætte sig mod syd; der var ikke nogen fast grænse mellem de to områder. Sankt Peterborg-aftalen i 1875 gav russerne fuld suverænitet over øen. Efter den russisk-japanske krig annekterede Japan i 1905 den del af øen, der ligger syd for den 50. breddegrad. I 1945 efter forhandlingerne på Jaltakonferencen fik Sovjetunionen fuld kontrol over øen.
- Samoaøerne var i perioden 1889-99 et kondominat mellem USA, Tyskland og Storbritannien.
- Slesvig (≈Sønderjylland) og Holsten blev efter den anden slesvigske krig i 1864 administreret i et kondominat mellem Preussen og Østrig, indtil Slesvig og Holsten i 1866 efter den preussisk-østrigske krig blev annekteret af Preussen.
- Togoland, der tidligere havde været et tysk protektorat, blev et britisk-fransk kondominat fra 26. august 1914, hvor britiske og franske tropper erobrede området, til 27. december 1916, hvor det blev delt i en fransk og en britisk zone. Det delte Togoland blev til to mandatområder 20. juli 1922: Britisk Togoland, som senere blev forenet med Guldkysten (vore dages Ghana), og Fransk Togoland, der nu er blevet til staten Togo.
- Zaporizjskaja Setj var kortvarigt et russisk-polsk kondominat i 1667 efter Andrusovo-våbenstilstanden.